# Kurt Schirra
Kurt Schirra (ur. 13 września 1931 w Völklingen, zm. 17 maja 1983 w Saarbrücken) – pięściarz z Protektoratu Saary, uczestnik LIO 1952.
Na igrzyskach w Helsinkach startował w wadze piórkowej. W pierwszej rundzie pokonał Wenezuelczyka Luisa Arangurena, lecz w drugiej rundzie poniósł porażkę z reprezentantem Węgier Jánosem Erdei.